# Serafijn Lampion
Serafijn Lampion is een stripfiguur die voorkomt in vijf albums in de reeks De avonturen van Kuifje van de Belgische tekenaar Hergé (1907-1983).
Hij is gebaseerd op de stripfiguur Delfeld van Alidor, een pseudoniem voor Paul Jamin en een vriend van Hergé.

## Verhaallijnen
Lampion is aanvankelijk een Belgisch verzekeringsagent namens bureau 'Mondass'. In De zaak Zonnebloem (als verhaal uitgekomen in 1956) doet hij voor het eerst zijn intrede, nadat een van de uitvindingen van professor Zonnebloem zijn autoruiten heeft vernield terwijl hij langs kasteel Molensloot reed. Vanwege het noodweer wil hij nu schuilen in het kasteel. Hij blijkt echter een nogal irritante en vooral erg opdringerige figuur te zijn, zoals later blijkt in dit verhaal, als hij met zijn reusachtige familie zijn intrek in het kasteel heeft genomen, zonder dit van tevoren met kapitein Haddock te hebben overlegd. Hij werkt de hoofdpersonen geregeld op de zenuwen en maakt bijna voortdurend grappen en spottende opmerkingen waar hij alleen maar zelf om kan lachen. Ook organiseert hij, alweer zonder eerst Haddocks toestemming te hebben gevraagd, een rally door de tuinen van kasteel Molensloot. Lampion is hiermee een karikatuur van de banale, opdringerige Belg. 
Lammpion is de laatste geïntroduceerde min of meer vaste figuur uit de stripreeks die een rol van enige betekenis heeft gekregen. Ook in Cokes in voorraad, De juwelen van Bianca Castafiore, Vlucht 714 naar Sydney en het laatste voltooide verhaal Kuifje en de Picaro's komt hij voor. In de eerste drie voornoemde verhalen is hij vooral een bijfiguur. In Kuifje en Picaro's speelt hij indirect een belangrijke rol, omdat zijn carnavalswagen door generaal Alcazar wordt ingezet als dekmantel bij het overnemen van de macht in San Theodoros.

## Achtergrond
Hergé heeft lang nagedacht over de naam die hij de verzekeringsagent wilde geven. De naam moest een lading hebben en moest al een schets van het personage uitdrukken. Eerst dacht hij aan 'Crampon', maar dit was te grof en te expliciet, waarna hij de naam Lampion koos. De voornaam Serafijn komt uit het Hebreeuws en betekent "de lichtgevende, de brandende", in dit geval heel toepasselijk in verband met de achternaam. Ook zal er iets van symboliek bedoeld zijn door Hergé, omdat de man in kasteel Molensloot opduikt tijdens onweer en op een moment dat de verlichting in het kasteel is uitgevallen.